# Землюкови
Землюко́ви — українські живописці Федір та Степан (батько і син).
- Федір Землюков (дати народження і смерті невідомі) походив з кріпаків. Автор портрету І. Г. Галагана (1796). Роботи Федора Землюкова:

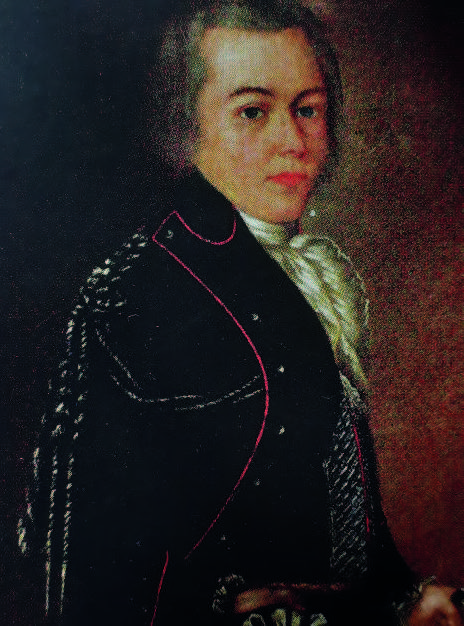
Портрет Григорія Ґалаґана, сина Івана Ґалаґана
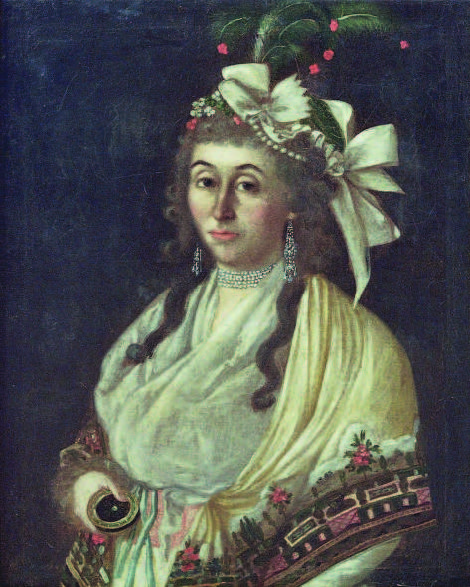
Портрет Ірини Ґалаґан (Милорадович), дружина Григорія

- Степан Землюков (дати народження і смерті невідомі) навчався в Петербурзькій академії мистецтв. Автор портретів Богдана Хмельницького, Івана Мазепи, Павла Полуботка, Івана Скоропадського (всі 1840-ві). Роботи Степана Землюкова:

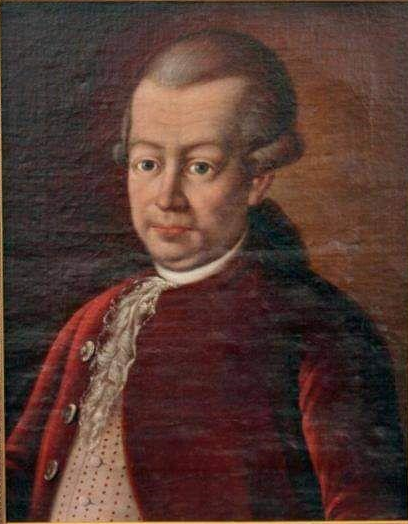
Портрет Івана Ґалаґана, експозиція Чернігівського обласного художнього музею ім. Г. Ґалаґана (ЧОХМ)
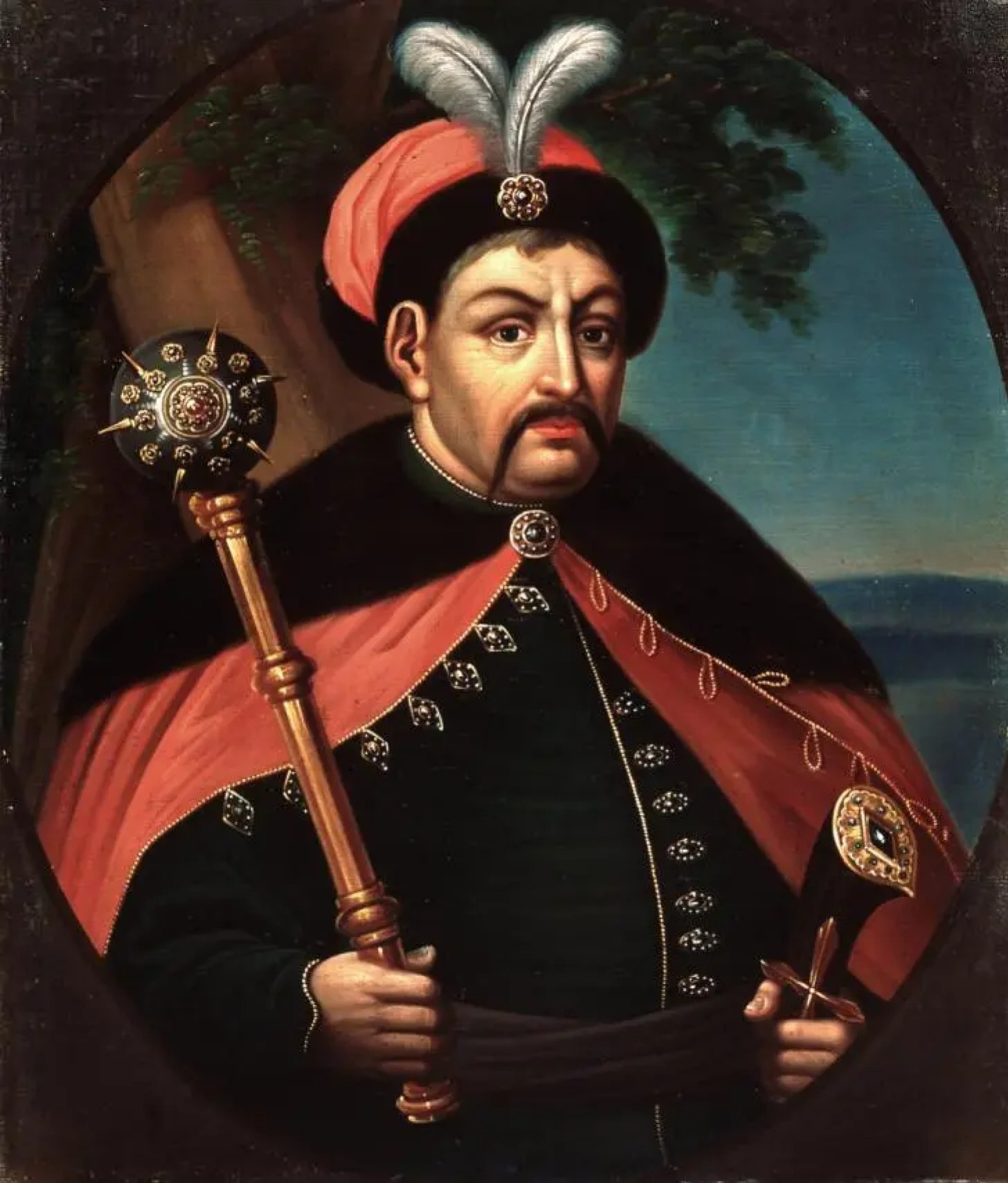
Уявний портрет Богдана Хмельницького, експозиція ЧОХМ
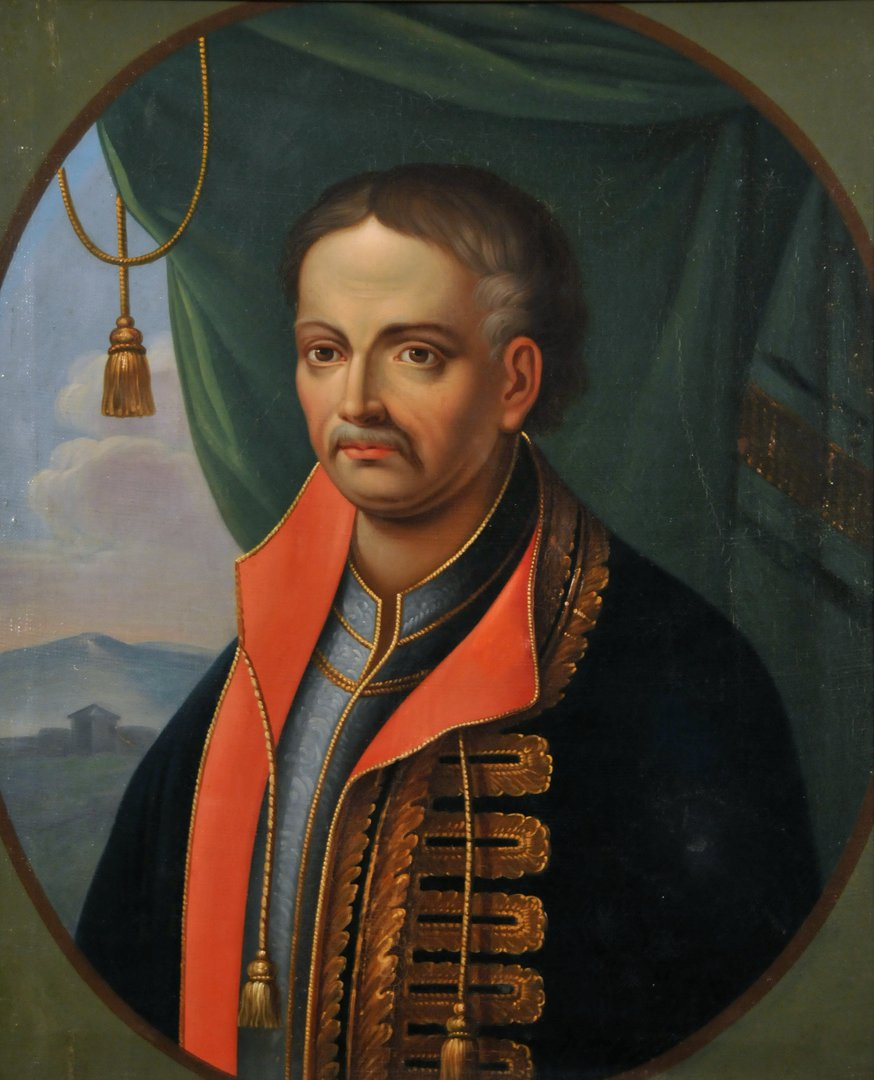
Уявний портрет Івана Мазепи
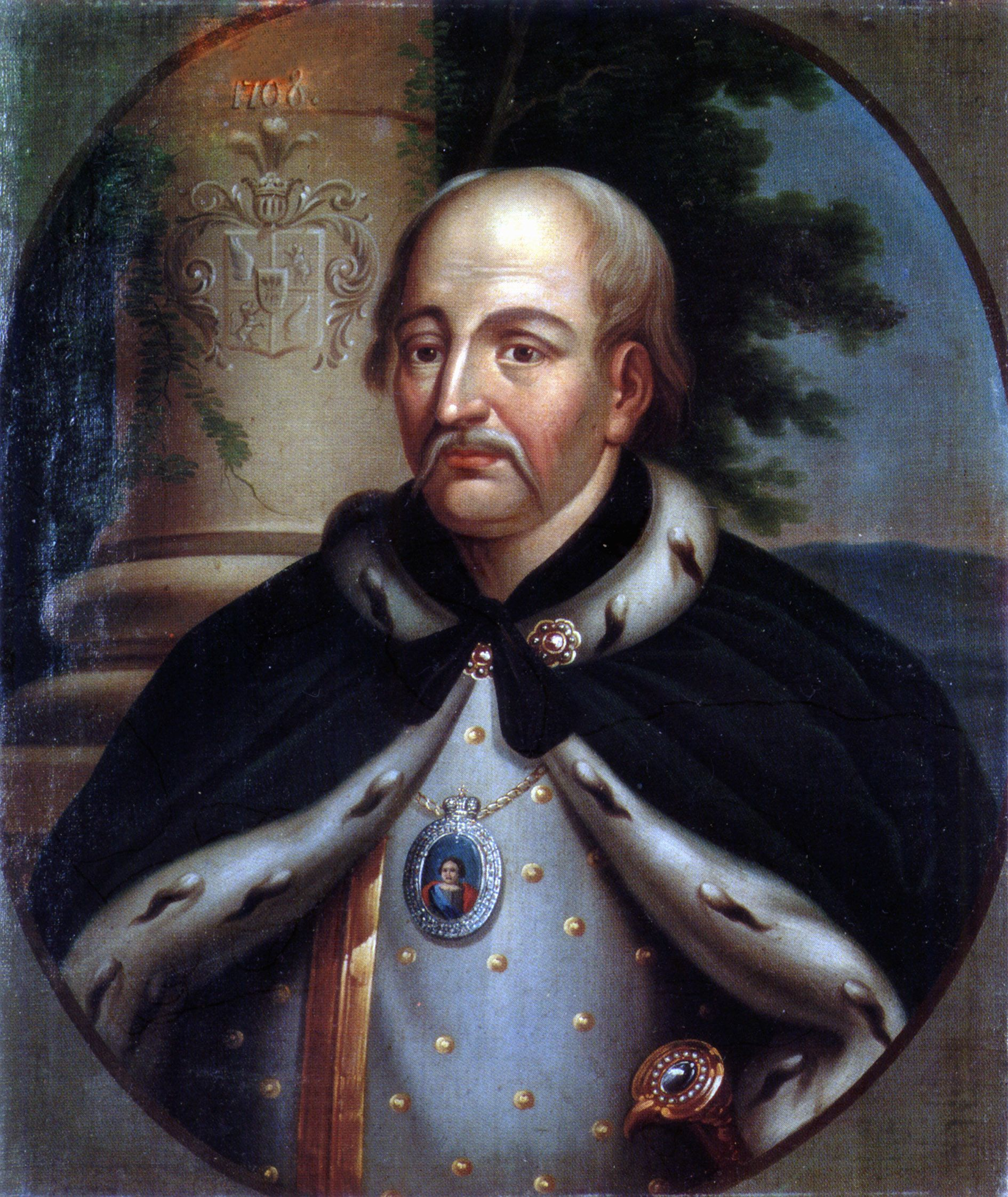
Уявний портрет Івана Скоропадського, експозиція ЧОХМ
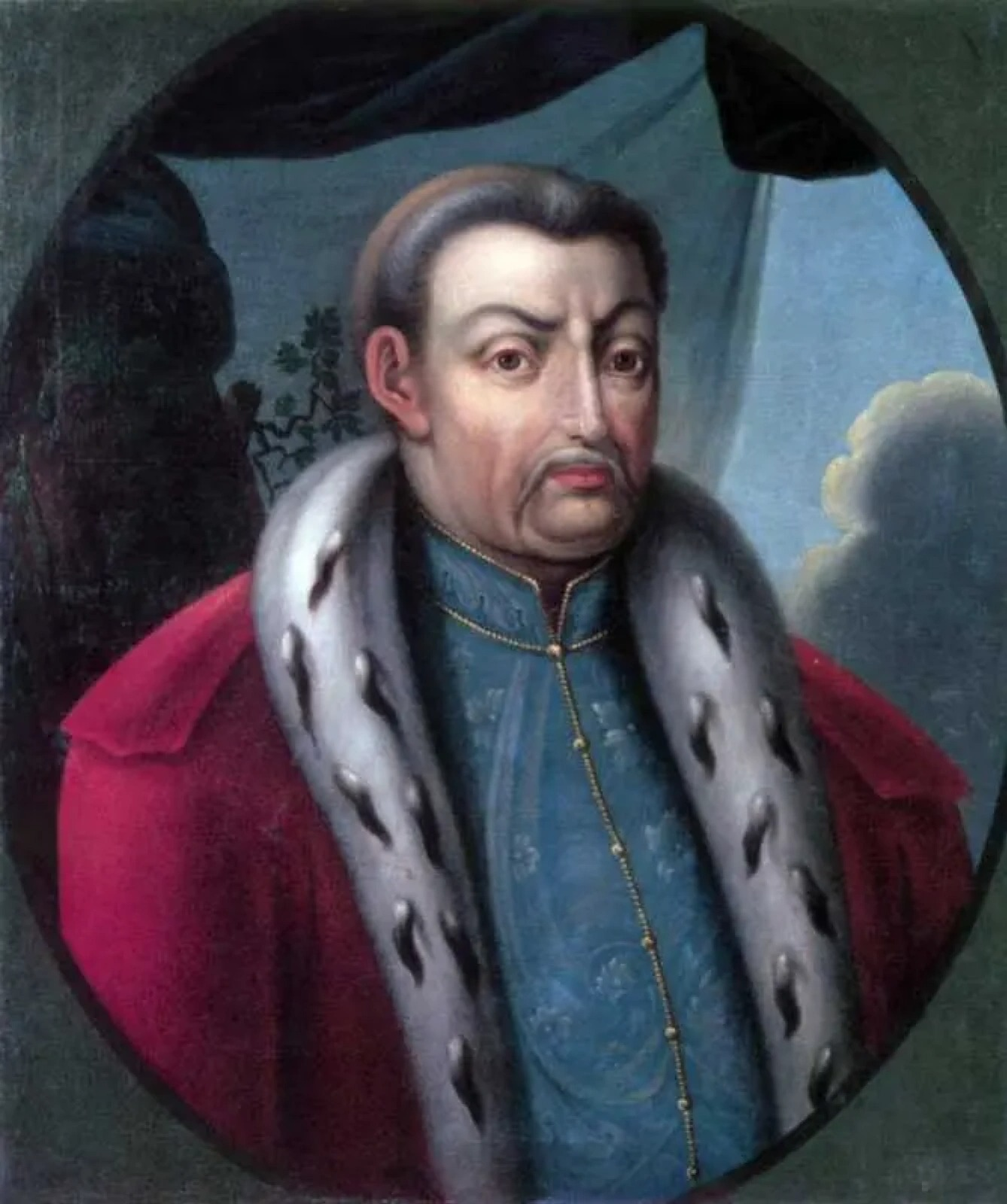
Уявний портрет Павла Полуботка, експозиція ЧОХМ